# Takayoshi Yanagida

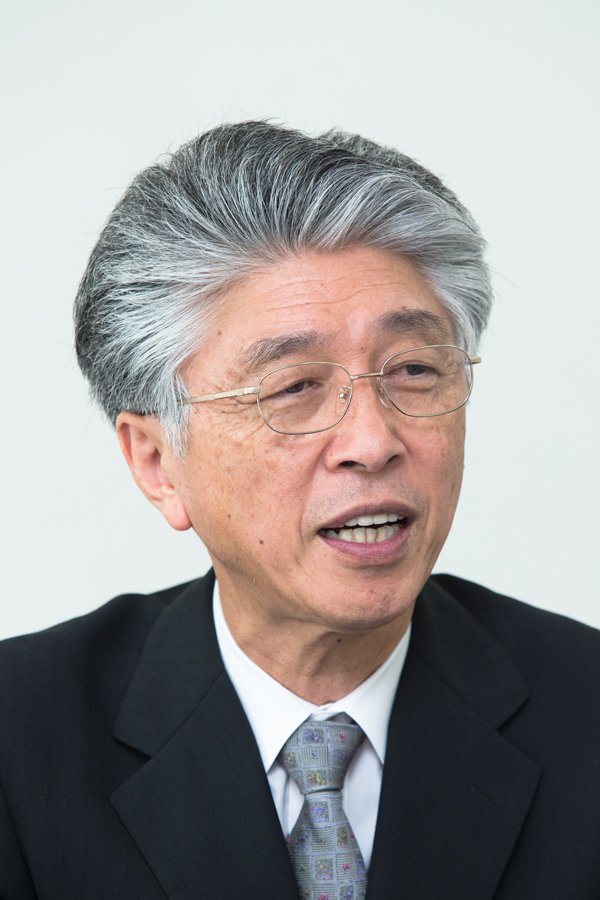
Takayoshi Yanagida, 2018

Takayoshi Yanagida (jap. 柳田 孝義 Yanagida Takayoshi; * 27. März 1948 in Sapporo City, der Hauptstadt der Prefecture/Insel Hokkaidō, Japan) ist ein japanischer Komponist.
Bereits als Kind beschäftigte er sich mit Musik. Mit acht Jahren bekam er Klavierunterricht. Er interessierte sich schnell für die Werke von Béla Bartók und Igor Strawinsky, die ihn schon bald zum Komponieren beeinflussten. An der Musashino Academia Musicae studierte er Komposition bei Klaus Pringsheim und mit 21 Jahren errang er den 1. Preis in der Composition Division of the NHK/Mainichi Shinbun Music Competition of Japan. Weitere Studien brachten in an die Hochschule für Musik in München, wo er bei Harald Genzmer studierte. Hier bekam er im Rahmen der Musik unserer Zeit auch Kontakt zum Komponisten Wolfgang Fortner, der ihn mit der Pantomime und selbst-choreographierte öffentliche Auftritte vertraut machte.
Nach Japan zurückgekehrt, schloss er sich der Japan Society for Contemporary Music, The Japan Federation of Composers und der International Society of Composers of Music an, die der Verbreitung von neuen Kompositionen durch Sponsoring von Recitals und Konzerten ein besonderes Forum zur Verfügung stellen. Sein langes Engagement in pädagogischen Programmen der NHK führte zu Partituren für Videos und Filmen.
Derzeit ist er Professor of Music an der Bunkyo University, wo er Komposition und Musiktheorie lehrt.

## Werke

### Werke für Orchester
- 1993 Libretto on a Dreamy Vision für Flöte und Orchester
- 1999 Memory of Time für Flöte, Oboe, Klarinette Solo und Orchester
- 2000 A Poetic Grace für 20-Streich Koto (traditionelles japanisches Instrument) und Orchester
- 2000 Miyabiuta for nijûgen (traditionelles japanisches Instrument) and orchestra
- 2001 Elms bathed in sunshine... für Klavier und Orchester
- 2004 Piano Concerto No. 2 "Transfiguration of Dreams"

### Werke für Blasorchester
- 1980 Concert Tableau for Wind Orchestra
- 2002 Portrait of The West Wind
- Gallery of a Rainbow

### Kammermusik
- 1975 String Quartet
- 1977 Nereus for Solo Violin
- 1980 Mirrors for 2 Flutes
- 1986 Seen in the twilight für Flöte, Violine und Klavier
- 1994 Valhulin for Clarinet and String Quartet
- 1996 Selections II from a literary calendar für Klarinette und Percussion

### Klaviermusik
- 1984 Beside a stream

### Musik für traditionelle japanische Instrumente
- 1976 Johi-Haku-Un für Shakuhachi (japanische Bambusflöte)
- 1978 Aya für shakuhachi und jûshichigen
- 1983 Sanrenka für koto und jûshichigen
- 1989 Habokusansuizu für Shakuhachi und Percussion
- 1993 Fûgenka für koto und jûshichigen
- Fûmon für koto und jûshichigen
- Hokyo Seiun für Shakuhachi
- Ritsu für koto

| Personendaten    | Personendaten         |
| ---------------- | --------------------- |
| NAME             | Yanagida, Takayoshi   |
| ALTERNATIVNAMEN  | 柳田孝義 (japanisch)  |
| KURZBESCHREIBUNG | japanischer Komponist |
| GEBURTSDATUM     | 27. März 1948         |
| GEBURTSORT       | Sapporo, Japan        |